# Mike O'Malley
Michael Edward "Mike" O'Malley, född 31 oktober 1966, är en amerikansk skådespelare och dramatiker som har synts i filmer och TV-serier. Han medverkade i CBS-komedin Yes, Dear. Innan Yes Dear hade han en kortlivad komediserie på NBC kallad The Mike O'Malley Show. Han spelade även den centrerade karaktären i den kortlivade WB situationskomedin Life with Roger. Från och med 2010 har O'Malley haft en återkommande roll i NBC-serien Parenthood och i FOX-serien Glee.

## Karriär

### Television
Hans första genombrott var som värd i Nickelodeon's gameshow för barn, Get the Picture och Nickelodeon GUTS (senare Global GUTS). O'Malley medverkade senare i Life with Roger, en serie som sändes från 1996-1997. Under 1999 sändes två avsnitt av The Mike O'Malley Show innan det blev nedlagt; 13 avsnitt blev filmade dock. Under 1990 dök han även upp som "The Rick", en populär karaktär i ett flertal reklamer för ESPN-nätverket.
I början av 2000 porträtterade O'Malley karaktären Jimmy Hughes i CBS komedin Yes, Dear. Serien pågick till 2006. Från 2000-2002 lånade O'Malley ut sin röst för WB-serien Baby Blues. 2006 gästade han TV-serien My Name Is Earl ett par gånger, i rollen som en polis med bowling ambitioner. 2008 syntes han i NBC-dramaserien My Own Worst Enemy.
2008 blev O'Malley talesperson för Time Warner Cable. 2009 började han porträttera den återkommande rollen Burt Hummel, pappa till karaktären Kurt i TV-serien Glee. Det är en roll som har glatt överraskat honom och lett till Tim Stack från Entertainment Weekly att säga, "Om Mike O'Malley inte vinner en Emmy för sin roll som Burt Hummel, så blir jag mycket besviken." Chris Colfer som spelar Burt's son Kurt, har sagt att hans relation med O'Malley utanför serien har förbättrat på kvaliteten i deras scener tillsammans.
I början av 2010 har O'Malley porträtterat en återkommande karaktär i TV-serien Parenthood. Han var även värd för The World's Funniest Office Commercials under 2010. Den 8 juli 2010 mottog O'Malley en Emmy-nominering i kategorin "Outstanding Guest Actor – Comedy Series" för sin roll som Burt Hummel i Glee. Innan den andra säsongen fick O'Malley en regelbunden roll i Glee. Den 8 augusti 2010 vann O'Malley en Teen Choice Award för kategorin "Parental Unit".

### Film
O'Malley gjorde sin filmdebut 1998 i filmen Deep Impact, där han spelade Elijah Wood’s astronomilärare. Han följde det med en stödjande roll i John Cusack/Billy Bob Thornton filmen om flygledare som går under titeln Pushing Tin. Under 2000 porträtterade han Oliver, en sexmissbrukare i Sandra Bullock filmen 28 dagar. 2005 medverkade O'Malley i Heather Locklear/Hilary Duff filmen The Perfect Man. 2007 hade han stödjande roller i George Clooney filmen Leatherheads och Eddie Murphy filmen Meet Dave.
O'Malley var en av personerna som intervjuades i filmen City of Champions: The Best of Boston Sports.
2009 deltog O'Malley i den amerikanska dokumentärfilmen The People Speak. I filmen medverkade han i ett segment med den politiska aktivisten Staceyann Chin.

### Dramatiker
O'Malley är även en dramatiker. Hans två pjäser Three Years from Thirty och Diverting Devotion har blivit publicerade och producerade. Under 2003 producerades en tredje pjäs, Searching for Certainty i Los Angeles.

### Annan media
Under 2007 bloggade O'Malley på Yahoo! Sports, som följde Boston Red Sox genom deras resa i slutspelen av MLB.

## Privatliv
O'Malley föddes i Boston, Massachusetts och växte upp i Nashua, New Hampshire. Han är son till Marianne, en yrkesvägledare, och Tony O'Malley, en verkställande i försvarsindustrin. Han är av irländskt påbrå.
O'Malley och hans fru Lisa har fyra barn: Sioban, Fiona, Seamus och Declan. O'Malley tog examen vid Bishop Guertin High School 1984 i Nashua, New Hampshire. Han tog senare examen vid University of New Hampshire 1988, där han studerade teater.

## Filmografi
| År        | Jobb                                         | Roll                     | Noter |
| --------- | -------------------------------------------- | ------------------------ | --- |
| 1991      | Law & Order                                  | New York policeman #1    | 1 avsnitt |
| 1991      | Get the Picture                              | Värd                     | Gameshow |
| 1992–1995 | Nickelodeon GUTS                             | Värd                     | Gameshow |
| 1996–1997 | Life with Roger                              | Roger Hoyt               | TV-serie |
| 1997      | Attentatet                                   | Storage facility manager | TV-film |
| 1998      | Some Girl                                    | Dan                      | |
| 1998      | Deep Impact                                  | Mike Perry               | |
| 1998      | Above Freezing                               | Artie                    | |
| 1999      | Pushing Tin                                  | Pete                     | |
| 1999      | The Mike O'Malley Show                       | Mike                     | |
| 2000      | 28 dagar                                     | Oliver                   | |
| 2000–2002 | Baby Blues                                   | Darryl MacPherson        | Animerad serie |
| 2000–2006 | Yes, Dear                                    | Jimmy Hughes             | 122 avsnitt |
| 2002      | A Baby Blues Christmas Special               | Darryl MacPherson        | Animerad TV-film |
| 2005      | The Perfect Man                              | Lenny Horton             | |
| 2005      | City of Champions: The Best of Boston Sports | Sig själv                | Direkt-till-video Dokumentärfilm |
| 2006–2009 | My Name Is Earl                              | Stuart                   | 14 avsnitt |
| 2007      | On Broadway                                  | Father Rolie O'Toole     | |
| 2008      | Ett UFO i New York                           | Office Knox              | |
| 2008      | I spel och kärlek...                         | Mickey                   | |
| 2008      | Pretty/Handsome                              | Chip Fromme              | TV-film |
| 2008      | My Own Worst Enemy                           | Tom Grady/Raymond Carter | 9 avsnitt |
| 2009      | The People Speak                             | Sig själv                | Dokumentärfilm |
| 2009–idag | Glenn Martin, DDS                            | Blandat                  | Animerad serie 2 avsnitt |
| 2009–idag | Glee                                         | Burt Hummel              | 5 avsnitt i säsong 1; regelbunden roll i säsong 2 Teen Choice Awards – "Parental Unit" Nominerad - Emmy Award för "Outstanding Guest Actor" |
| 2010      | Parenthood                                   | Jim Kazinsky             | 3 avsnitt |
| 2010      | Lyckan, kärleken och meningen med livet      | Andy Shiraz              | |
| 2011      | Kickoffen                                    | Mike Pyle                | |
| 2011      | Family Album                                 | Dave Bronsky             | |
| 2011      | Geezers!                                     | Mike                     | |
| 2011      | So Undercover                                |                          | |
| 2013      | R.I.P.D.                                     | Elliot                   | |
| 2014      | Tills döden skiljer oss åt                   | Bill Gaines              | |
| 2015      | Concussion                                   | Daniel Sullivan          | |
| 2016      | Sully                                        | Charles Porter           | |
| 2019      | 3 Days with Dad                              | Brick Deever             | |